# Мутовка
Муто́вка — часть осевого органа растения (узел), обычно стебля или ветви, на которой кольцеобразно, на одной высоте (уровне), располагается три и более органа, обычно листьев, иногда цветков или ветвей. Каждая последующая мутовка может быть повёрнута на угол в 90° от предыдущей, или на половину угла между листьями, или сохранять ориентацию предыдущего узла. Мутовка — важная морфологическая характеристика.
Если у растения мутовка образована листьями, листорасположение называют мутовчатым.
Супротивные листья, которые расположены на конце стебля и выглядят как мутовчатые, называются ложномутовчатыми.
| |  |  |  |
| Мутовчатое расположение органов у некоторых растений (слева направо): Сциадопитис мутовчатый, Вороний глаз четырёхлистный, Сетария мутовчатая, Акация мутовчатая |  |  |  |